# 小行星2590
小行星2590（2590 Mourao）是一颗围绕太阳公转的小行星。1980年5月22日，亨利·德波鸿诺在拉西拉天文台发现了此天体。
該小行星以巴西天文學家羅納多·羅傑里奧·德弗雷塔斯·穆朗命名。
这颗小行星的绝对星等为165.6937809129633等。